# Bakom
Bakom is een bestuurslaag in het regentschap Kuningan van de provincie West-Java, Indonesië. Bakom telt 3158 inwoners (volkstelling 2010).